# Scoglio Colonna
Lo scoglio Colonna (in croato Kolona) è uno scoglio disabitato della Croazia, situato lungo la costa occidentale dell'Istria, a sud del canale di Leme e sudest di punta Corrente (rt Kurent).
Amministrativamente appartiene al comune di Valle, nella regione istriana.

## Geografia
Lo scoglio Colonna si trova poco a sudest di punta Cristina Dandolo o punta Dantola (rt Datule) e all'ingresso dell'insenatura di porto Colonne (uvala Sveti Jakov). Nel punto più ravvicinato dista 140 m dalla terraferma.
Colonna è uno scoglio ovale, orientato in direzione nordest-sudovest, che misura 130 m di lunghezza e 80 m di larghezza massima. Ha una superficie di 7271 m² e uno sviluppo costiero di 0,324 km. Raggiunge un'elevazione massima di 5,8 m s.l.m.

### Isole adiacenti
- Scoglio Porer (Porer), scoglio situato 1,46 km a sudovest di Colonna.

### Cartografia
- (HR) Mappa topografica della Croazia 1:25000, su preglednik.arkod.hr.